# 테르빙기족
테르빙기족(Thervingi, Tervingi) 또는 테루인기족 (Teruingi)은 서기 3세기와 4세기 다뉴브강 하류 북쪽과 드네스트르강 서쪽 평야에 거주하던 고트족 무리 중 하나이다.
이들은 드네스트르강 동쪽의 또다른 고트족 무리인 그레우퉁기족과 밀접한 관계를 맺었으며, 또한 로마 제국과도 상당한 상호 교류를 맺고 있었다. 테르빙기족은 376년 도나우강을 넘어간 고트족을 비롯한 그 외 무리로 이뤄진 거대한 움직임의 주요 부족 중 하나였고, 서고트족을 이루는 핵심적인 선조 집단 중 하나로 여겨진다

## 어원
여전히 널리 인용되는 모리츠 쇤펠트의 1911년 주장에 따르면, '테르빙기' (Tervingi)라는 명칭은 영어의 'tree'와 동격인 고트어 'triu'와 관련이 있다고 추정되며, 이에 따라 숲의 사람들을 의미한다. 헤르비히 볼프람은 프란츠 알타임의 오래된 주장과 동일한데 지리적 명칭들은 고트족이 흑해 북쪽 지역에 정착하기 전후를 막론하고, 그곳에 거주하던 고트족들을 구분하기 위해 사용되었다는 것과, 테르빙기족은 이따금 비디고이아, 베두코, 비디미르 같은 숲과 관련한 인명을 띠고 있고 그는 이 이름들의 첫 부분이 영어의 'wood'(숲)와 어원이 같다고 보았다. 이와 대조적으로, 이 시기에 알려진 다른 고트족의 명칭 그레우퉁기는 모래 또는 자갈을 뜻하는 단어와 관련된 어원이 있어 초원 사람들을 의미할 수 있다. 두 이름 모두 3세기에서 4세기 후반 또는 5세기 초까지만 발견된다. (이 시기 이후로, 고트족들은 가장 대표적으로 동고트와 서고트 등 새로운 이름으로 기록된다)
일부 학자들은 테르빙기라는 명칭이 폰토스 평야 이전, 스칸디나비아의 기원을 갖고 있었을 수도 있다고 주장하기도 한다. 볼프람은 테르빙기가 스칸디나비아어로 '수소의 사람들'이라고 믿는 J. Svennung의 예시를 인용하기도 했다.

## 역사

### 3세기
테르빙기족은 268년에 로마 제국을 침입했던 고트족 무리 중 하나였을 수 있다. 이 침입은 판노니아, 일리리쿰 등의 로마 속주를 휩쓸었고 심지어는 이탈리아 본토를 위협하기도 했다. 하지만 고트족들은 오늘날 이탈리아-슬로베니아 국경 근처에서 벌어진 전투에서 패했고 9월에 벌어진 나이수스 전투에서 궤멸되었다. 이후 3년간 이들은 클라우디우스 2세 고티쿠스 및 아우렐리아누스 황제들이 이끈 여러 원정을 통해 다뉴브강 너머로 축출되었다.
논쟁의 대상인 '히스토리아 아우구스타'에서 클라우디우스 고티쿠스 (재위 268년-270년) 항목에서, 클라우디우스 2세가 '고티쿠스'라는 칭호를 얻었을 때 그가 정복했던 '스키타이족'의 목록은 다음과 같다: "peuci trutungi austorgoti uirtingi sigy pedes celtae etiam eruli". 이 단어들은 현대 편집자들에 의해 전통적으로 잘 알려진 민족들을 포함하도록 다음처럼 편집된다: "Peuci, Grutungi, Austrogoti, Tervingi, Visi, Gipedes, Celtae etiam et Eruli (페우키족, 그루퉁기족, 아우스트로고티족, 테르빙기족, 비시족, 기피데스족, 켈타이족 또한 에룰리족)". 따라서 이 언급은 테르빙기족에 대한 최초의 언급이라고 논해지기도 한다. 하지만, 복원이 필요한 부분들과는 별개로, 오늘날 역사학자들은 이 문서가 약 400년경에 작성된 것으로 보고 있으며, 따라서 원래 사건보다 100년가량 뒤에 만들어졌다고 본다. Peuci, Grutungi, Austrogoti, Tervingi, Visi, Gipedes, Celtae etiam et Eruli
테르빙기족들은 분간되는 다른 고트족 무리들 일부와 함께 291년이 얼마 안 지나서 전해진, 막시미아누스 황제 (285년-305년)에 대한 송덕문에서 처음으로 언급된다 (트리어에서 전해졌을 것으로 추정)). 이 송덕문은 전통적으로 클라우디우스 마메르티누스가 쓴 것으로 여겨진다.
이 송덕문은 다른 방식으로 해석될 수도 있다. 무어인들끼리 싸운다는 언급 이후, 유럽으로 시선을 돌리며 두 개의 서로 다른 갈등을 묘사하는데, 테르빙기족이 어느 갈등에 관련되었는지 불분명하게 서술되어 있다: "고트족들은 완전히 부르군트인들을 절멸시켰고, 알레마니족은 정복된 자들을 위하여 다시 무장을 하였고, 고트족의 또 다른 무리인 테르빙기족 역시도 타이팔리족 무리의 도움을 받아 반달족과 게피드족과의 전투에 나섰다". 앞서 언급한 구절은 테르빙기족이 고트족의 일족이고, 반달족 그리고 게피드족과 싸우는 두 번 분쟁에 관여를 했다고 사실을 독자들에게 설명하는 것으로 보통 해석된다.
또 다른 3세기의 테르빙기족에 관한 기록은 서기 369년 에우트로피우스의 '브레비아리움' (Breviarium)이다. 그는 다키아 속주가 지금 (nunc)은 타이팔리족, 비코탈리족, 테르빙기족으로 채워져 있다고 했다. 그러나, 또 다른 현존하는 사료들에서는 Terbingi, Tervulgi, Terviginti, Τερβίται (Tervitai) 등 테르빙기족에 대한 이형 (異形)들이 존재한다. 이 점은 테르빙기족이 도나우강 이북인 카르파티아산맥 인근에 있었을 수 있게 하는데, 이는 송덕문에서 언급된 바 있는 타이팔리족, 게피드족, 반달족 등이 있었던 곳으로 추정되는 위치와 동일하다.

### 4세기
테르빙기족에 대해 언급한 바는 없지만 요르다네스에 따르면, 고트족의 통치자 아리아리크는 콘스탄티누스 2세가 고트족에 결정적 패배를 입힌 후, 그의 아버지인 콘스탄티누스 대제와 화약을 맺을 수밖에 없었다고 한다. 그 이후, 상당한 양의 로마의 금제 메달리온이 네덜란드에서부터 우크라이나에 이르는 고트족 영토에 널리 퍼졌고, 고고학자들에게 발굴되었다. 이 메달리온은 고트족 사이에 로마의 영향력을 나타낸다.
367년, 로마 황제 발렌스는 366년에 사망한 프로코피우스를 지원한 것에 대한 보복으로서 도나우강 북쪽의 테르빙기족을 공격했다. 하지만, 그는 이들을 직접 공격하지 못했는데, 고트족 무리들이 '몬테스 세로룸' (카르파티아산맥 남쪽으로 추정)으로 도주했기 때문인 것으로 보인다. 암미아누스 마르켈리누스는 발렌스가 싸울 상대를 찾지 못했다고 (nullum inveniret quem superare poterat vel terrere) 전하며 심지어는 테르빙기족 모두가 공포에 질려 산으로 도망쳤다 (omnes formidine perciti... montes petivere Serrorum)고 암시하기도 했다. 다음 해에 다뉴브강의 범람이 로마군이 강을 넘어가는 것을 막았다.
369년, 발렌스는 그레우퉁기족과 여러 차례 유격전에서 승리를 거두며  마침내 고트족 영토 깊숙이 진출하였는데, 그레우퉁기족은 고전 기록 상에서 처음으로 언급된 것이 바로 이때이다. 암미아누스가 가장 강력한 심판자 (iudicem potentissimum, 그레우퉁기족의 지도자임을 암시)로 묘사한 아타나리크는 달아나야만 했고, 그런 뒤 로마 땅에 다시는 발을 디디지 않겠다는 약조를 하며 도나우강 가운데서 평화 조약이 맺어졌다. 하지만 암미아누스의 기록물 후반부에서, 그는 아타나리크를 훈족에 가담한 그레우퉁기족으로부터 공격을 받은 테르빙기족의 판사로 묘사한다.

### 고트 전쟁 (376년-382년)
테르빙기족은 376년까지 스키티아 서부 (오늘날 몰다비아와 왈라키아로 추정)에 잔류했었다가, 이들의 지도자 중 하나인 프리티게른이 로마 황제 발렌스에게 자신들의 백성을 데리고 다뉴브강 남쪽에 정착할 수 있도록 청원하였다. 이에 대해 이들이 훈족으로부터 피난처를 물색하게 있었다라고 기대했던 해석은, 오늘날 역사학계에서 논쟁의 대상이 되고 있으며 제1차 고트 전쟁 이후에 이어진 평화 협약으로 인해 정착했을 것으로 보기도 한다. 발렌스는 이를 허용했지만, 기근이 일어나서 로마는 이들이 약조 받았던 식량 공급도 토지 부여도 할 수가 없었다. 이들의 대대적인 폭동으로 발칸반도 전역에 6년간의 약탈과 파괴, 로마 황제의 죽음 및 로마 병력의 전멸 등이 뒤따랐다. 378년의 아드리아노플 전투가 이 전쟁의 결정적 순간이었다. 로마군은 이때 맹렬한 피해를 입었는데, 황제 발렌스가 전사하면서 로마 세계에 충격을 주었고 최종적으로는 로마인들이 야만족들과 협상을 하여 자신들의 땅에 이들을 정착하도록 할 수밖에 없는 상황이 만들어지며 서방 로마 제국의 몰락에 지대한 영향을 미치게 될 새로운 흐름으로 이어졌다.

## 고고학
당시 및 지리적 관점으로 보았을 때, 테르빙기족과 인근 부족인 그레우퉁기족 등은 고고학적으로 슨타나 데 무레슈-체르냐코프 문화에 해당한다.

### 취락 패턴
체르냐코프 문화의 취락들은 하곡의 탁 트인 대지에 모여 있었다. 주택에는 반지하식, 지상식, 외양간이 결합된 방식 등을 포함했다. 가장 규모가 큰 것으로 알려진 것 (Budesty)은 35 헥타르에 이르렀다. 대부분의 취락들은 요새화가 이뤄지지 않은 형태였고, 일부만이 그러한 특성을 띠었다.

### 장례 풍습
슨타나 데 무레슈 집단 묘지 (Sîntana de Mureş)는 슨타나 데 무레슈 취락이라는 이름으로 더 유명하다.
이 집단 묘지는 다른 체르냐코프 문화권 집단 묘지에서 보이는 동일한 기본 특징들을 나타내고 있다. 특징으로는 화장과 매장 방식이 둘 다 있으며 그 중에 후자의 경우 머리가 위쪽으로 놓는 풍습이 있다. 일부 무덤은 비어 있는 상태이었다. 부장품들에는 뼈로 만든 빗, 철제 기구 등이 보통이었으며 무기류는 대부분이 없었다.

## 종교
테르빙기족의 본래 종교는 오딘 신앙이었으며, 사바의 순교 및 울필라의 성서 번역이 이에 대한 단서를 제공하고 있기도 하다. 일부 달과 날 등이 신성하게 여겨졌고, 종교 의례의 실천 및 의식 등은 이들의 신앙에 있어 필수적인 것이었다. 로마의 포로들이 테르빙기족에 기독교를 들여왔다. 이 전파는 베레카와 바트빈 이야기에서 확인되듯 일부 테르빙기 왕들과의 지지자들이 기독교인 테르빙기족을 박해할 만큼 빨랐고, 기독교화 된 많은 이들이 로마 제국의 모이시아로 피난오기도 했었는데 대표적으로 울필라는 이 망명 기간 성경을 고트어로 번역했었다.
다키아에 정착한, 테르빙기족은 당시 동로마 제국에서 영향력 있던 아리우스교를 받아들였는데, 아리우스교는 기독교의 종파 중 하나로 예수가 삼위일체에 있어 신적 측면을 띠지 않은 특별한 피조물이라고 여겼다. 이러한 믿음은 4세기 말과 5세기에 들어 종교적 독점적 지위를 차지한 가톨릭의 믿음과 반대되는 것이었다.

## 언어
고트족의 한 갈래인, 테르빙기족은 사멸한 동게르만어군의 언어인 고트어에서 테르빙기 방언을 구사했었다.

## 서고트족과 관계

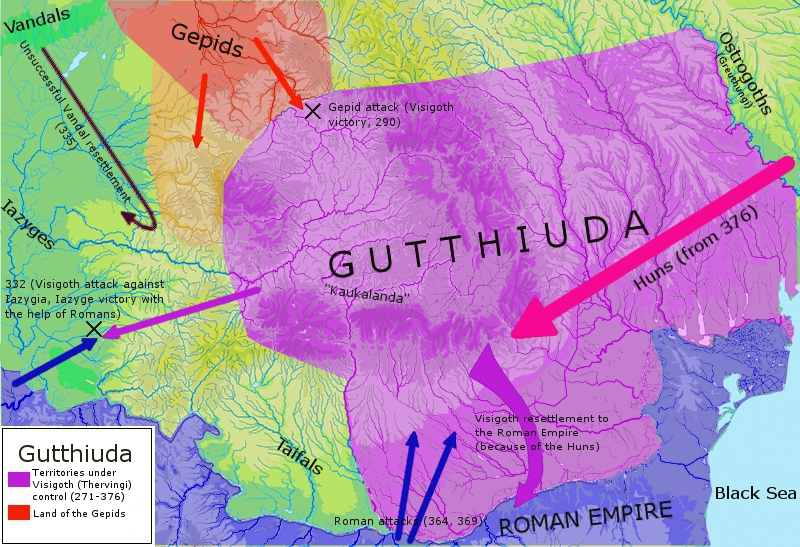
서고트족의 국가인 구티우다

4세기 테르빙기족의 판사 (iudex) 아타나리크의 후임자들인 알라리크 1세부터 알라리크 2세까지 서고트족의 왕에 대해 기술한 요르다네스에 근거하면, 서고트족들은 전통적으로 테르빙기족의 후계자들로 다뤄졌다.
이 동일시를 옹호하면서 헤르비히 볼프람은 노티티아 디그니타툼을 해석하여, 388년-391년 사이에 베시족(Vesi)과 테르빙기족이 동일한 이들로 보았다. 그에 따르면, 주요 사료들은 테르빙기/그레우퉁기 또는 베시/오스트로고티라고 하는 용어를 별도로 사용했고 실수가 아닌 이상 결코 섞어 사용하지 않다.
다른 한편으로, 노티티아에 대한 최근 다른 해석에서 베시와 테르빙기라는 두 명칭이 이 서로 다른 위치에 나열되어 있는데, "이 점은 별개의 두 군 부대를 다루고 있다는 것에 대해 확실히 나타내는 것으로, 또한 이들이 두 개의 서로 다른 민족으로 인식되었음을 의미하는 것으로 보아야 한다"는 것이다. 피터 헤더는 볼프람의 입장이 "전체적으로 다뤄볼 여지가 있지만, 그 반대로서도 마찬가지이다"라는 입장이다.
볼프람은 테르빙기와 그레우퉁기라는 용어들이 각 부족이 서로를 묘사할 때 쓴 오래된 지리적 구분명 (전통적 영역에 대한 타칭명)이었을 것으로 여긴다. 이에 따라 이 전문 용어들은 고트족들이 훈족의 침입으로 이동하면서 그 사용이 없어졌을 것이다. 이에 반해서 그는 베시와 오스트로고티 등의 용어는 해당 민족들이 자신들을 자랑스럽게 묘사하기 위해 자칭으로 사용한 자칭명일 것이라 주장한다. 따라서, 테르빙기족은 자기 자신들을 '베시'라고 불렀을 것이다.

## 지도자

### 왕
- 아타나리크 (369년–381년)
- 로테스테우스 (족장)[24]
- 에리울프 (족장, 391년 사망)

### 폭동 지도자
- 프리티게른 (376년경–380년경)